# 格茲山
格茲山（英語：Mount Getz）是南極洲的山峰，位於瑪麗伯德地，處於費蘭托山東南面9公里，屬於福斯迪克山脈的一部分，海拔高度1,120米，現時由南極條約體系管理。